# Miembeni SC
Miembeni Sport Club est un club de football zanzibarien, basé à Unguja.

## Détails
Ce club présente la particularité d’avoir joué dans le championnat tanzanien jusqu’en 2004 et d’y avoir remporté des titres.  Depuis lors, Zanzibar dispose de son propre championnat et de l’accès aux compétitions continentales africaines.

## Palmarès
- Championnat de Zanzibar de football : 3

1987, 2007, 2008
- Coupe de Tanzanie de football : 3

1985, 1986, 1987
- Coupe de Zanzibar de football : 2

2008, 2009